# 夕焼小焼
夕焼小焼（ゆうやけこやけ、夕焼け小焼け）は、1919年（大正8年）に発表された中村雨紅の詞に、草川信が1922年（大正11年）に作曲した童謡である。1923年に『文化楽譜 あたらしい童謡・その一』に発表され、日本の童謡としては最も広く親しまれている作品の一つである。

## 楽曲解説
美しいけれども少し寂しい、田舎の夕暮れを歌った叙情的な歌詞に、ゆったりとして歌いやすいヨナ抜き音階の曲が合わさった、日本の代表的な抒情歌である。関東大震災によってこの作品に関連するものはほぼ焼失してしまったが、残った13部の楽譜がもとで世間に広まった。
作詞者の中村雨紅が残した数多くの作品の中で、最も広く知られているのがこの作品である。作曲者の草川信は童謡運動の旗手として活躍した人物で、後に音羽ゆりかご会を創設し、川田正子・孝子姉妹を育てた「最後の童謡作曲家」海沼實の師匠に当たる。著名な作品には「揺籃のうた」「汽車ポッポ」「どこかで春が」「緑のそよ風」などがある。
年表
- 1989年（平成元年）- 「『日本のうた・ふるさとのうた』全国実行委員会」がNHKを通じて全国アンケートにより実施した「あなたが選ぶ日本のうた・ふるさとのうた」で、本楽曲が第3位を獲得した[3]。

- 2003年（平成15年）- NPO「日本童謡の会」が全国約5,800人のアンケートに基づき発表した「好きな童謡」で第5位に選出された[4]。

- 2007年（平成19年）- 日本の歌百選に選出される。

## 夕焼小焼と八王子市

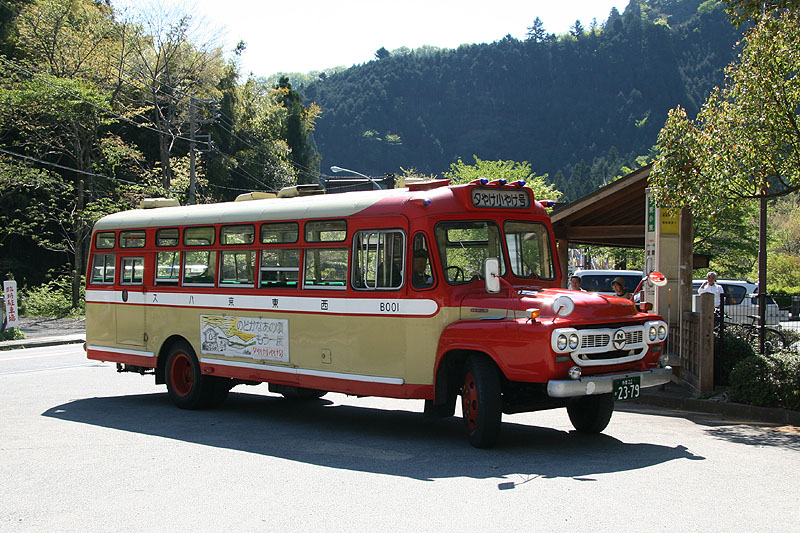
夕焼小焼バス停に停車中の夕やけ小やけ号

この歌の情景は、雨紅の故郷である東京府南多摩郡恩方村（現在の東京都八王子市）のものである。彼の生家近くにある「夕やけ小やけふれあいの里」前には「夕焼小焼」バス停が設置され、高尾駅と陣馬高原下を結ぶ西東京バスの路線バスが停車する。2006年11月までは、不定期にボンネットバスの「夕やけ小やけ号」が運行されていた（詳細は西東京バス#夕やけ小やけ号を参照）。
2005年12月25日より、JR八王子駅の発車メロディは、各番線でアレンジは異なるものの全ての番線で本楽曲が使用されており、同駅のコンコースには本楽曲をイメージした壁画と歌碑が屋根の段差部分に取り付けられている。
なお、八王子市の市町村防災行政無線でも、夕方の時報曲として使用されている。

## 記念碑と記念塔
- 作詞者の中村雨紅は、1916年に東京府北豊島郡日暮里町第二日暮里小学校の教師となり、1918年に日暮里町第三日暮里小学校へ転勤した。第三日暮里小学校在職中に夕焼小焼の作詞が行われたため、現在の荒川区立第二日暮里小学校には「夕焼け小焼けの記念碑」が、荒川区立第三日暮里小学校には「夕焼け小焼けの記念塔」が建立されている。
- 作曲者の草川信は、1917年（大正6年）より1927年（昭和2年）の間、東京府豊多摩郡長谷戸小学校の音楽教師であったため、現在の渋谷区立長谷戸小学校の校門横には顕彰碑「夕やけこやけの碑」がある。

## 夕方の時報

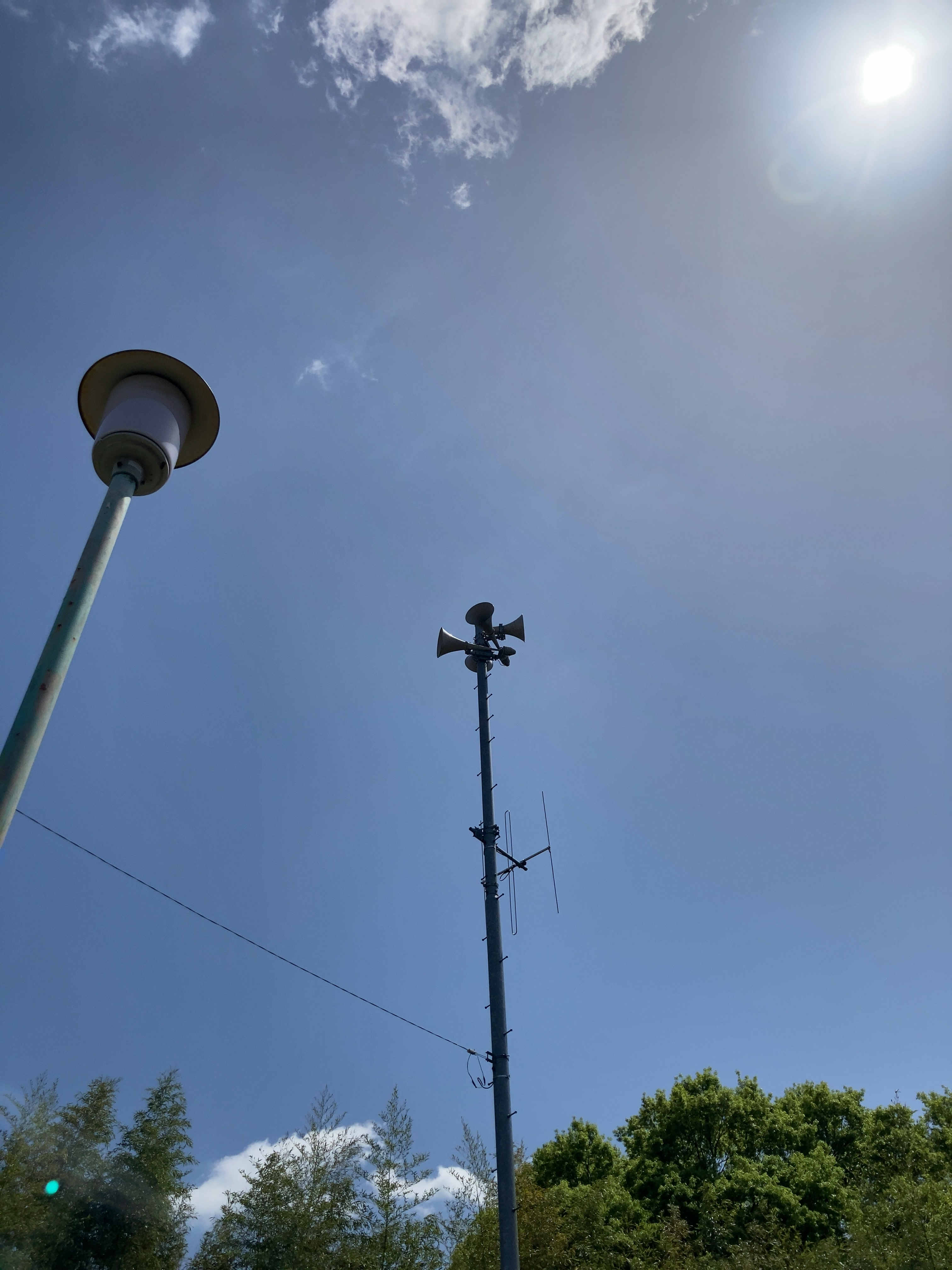
日本の防災無線

八王子市以外にも日本全国各地で、市町村防災行政無線の夕方（16時 - 18時頃）の時報曲（インスト）として採用されている。そのほか公共施設や自治会の放送設備など、防災行政無線のスピーカー以外から時報曲として流される場合もある。
なお各社、市町村防災行政無線などの放送用音源として「夕焼け小焼け」を、編曲して制作されている。以下の通り
- TOA
  - TOA初代音源：蓮田系夕焼け小焼け（※ソロタイプとデュアルタイプの2種類)
  - TOA旧音源：夕焼け小焼け
  - TOA新音源：夕焼け小焼け（※新音源特注で、新音源とは別に旧音源の初期と後期バージョンも存在する)
- 西菱電機
  - 西菱音源：夕焼け小焼け
  - 西菱音源：新夕焼け小焼け（※TOA新音源風アレンジ）
- 東京テレメッセージ
  - TLM音源：夕焼け小焼け
- 富士通
  - 富士通音源：夕焼け小焼け
- 日本無線株式会社
  - JRC音源：夕焼け小焼け
- 日本電音
  - UNI-PEX音源：夕焼け小焼け
- NTT（NTTデーター）
  - NTT音源：夕焼け小焼け
- 東芝
  - 東芝音源：夕焼け小焼け
- 日米電子
  - 日米電子音源：夕焼け小焼け
- その他
  - 内田洋行など各社から発売されていた、機械式チャイム（バーチャイム・鐘系）が使われることもあった。
  - 各地方自治体によっては、メーカーのものを使用せず、オリジナルの夕焼け小焼けを流している場所も多々ある。

## その他のエピソード
- 戦時中、学童疎開している児童たちの間でこの歌の1番の替え歌が流行ったことがある。歌詞の内容として、前半部は原歌詞が否定形に変わり（寺院の鐘が鉄材供出に巻き込まれた、などの意味を含む）、後半部は戦争の未終結やそれにより我が家を恋しむ児童たちの悲哀が描かれている。
- 平尾昌晃（「平尾昌章」名義）がシングル「星はなんでも知っている」のB面（カップリング）で「ロック夕やけ小やけ」の曲名でカバーしている。
- 1990年代を代表する音楽バラエティ番組、日本テレビ「夜も一生けんめい。→THE夜もヒッパレ」の改編期及び年末特番「芸能人ザッツ宴会テイメント」の番組エンディングでは、グッチ裕三のリードボーカルによる「グッド・ナイト・ベイビー」（オリジナルはザ・キング・トーンズ）が、後半部を「夕焼小焼」とコラボレーションさせて歌われていた（年末の場合は「お正月」とコラボさせていたこともあった）。
- 2008年2月29日に日本の歌手、絢香の呼びかけにより日本武道館で開催されたスペシャルライブ「POWER OF MUSIC」では、絢香、平原綾香、コブクロ、大橋卓弥fromスキマスイッチ、若旦那from湘南乃風ら出演者全員がラストでアカペラによる「夕焼小焼」を歌唱しライブを締めた。
- 第一次世界大戦後から太平洋戦争終結まで日本の委任統治領となっていたパラオ諸島では、当時数多くの日本の歌曲が現地に伝えられたが、「夕焼小焼」もそのような歌曲の一つであった。現在でも日本人を歓迎する式典の際に島の娘が踊りながら「夕焼小焼」を歌唱することがあり、その模様が2008年3月1日にテレビ静岡開局40周年記念番組としてフジテレビ系全国ネットで放映のドキュメンタリー「親子ジュゴンに逢いたい!」（ナビゲーター：石川さゆり、杉浦太陽）で紹介された。